# Ihara Junichi

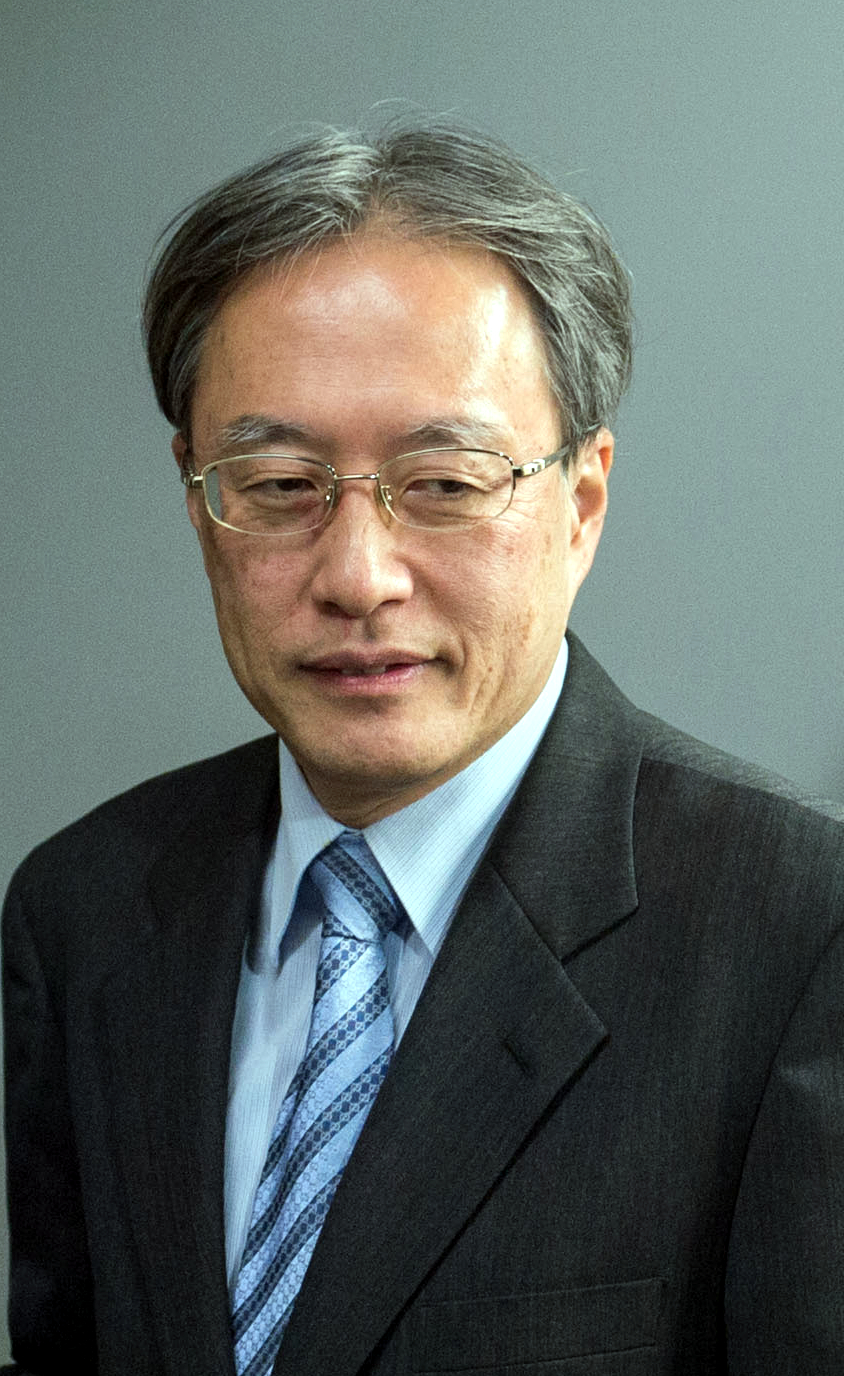
Ihara 2013

Ihara Junichi (伊原 純一, Ihara Jun'ichi) ist ein japanischer Diplomat und ehemaliger Funktionär bei der Welthandelsorganisation.

## Leben
Im Jahr 2008 war er neuer Consul General in Los Angeles. Ab einem späteren Zeitpunkt leitete er das Asia and Oceania affairs bureau des japanischen Außenministeriums und leitete in dieser Funktion 2014 an den ersten Verhandlungen Japans mit Nordkorea über die Herausgabe von verschleppten Japaner. Diese Gespräche erfolgten nach Vorgesprächen beider Staaten in Schweden, die auch Ihara leitete. Auch war er Chefunterhändler Japans beim 6-Augengespräch über das Kernwaffenprogramm Nordkoreas.
Später war Ihara der Ständige Vertreter Japans bei den Internationalen Organisationen in Genf. Dazu gehören die Welthandelsorganisation und UNHCR. In dieser Funktion wurde er Vorsitzender des Trade Policy Review Body der WTO.
Er wurde am 7. März 2018 zum Vorsitzenden des Allgemeinen Rates der WTO für eine einjährige Amtszeit gewählt. Zwischen den WTO-Ministerkonferenzen werden ihre Funktionen durch den Allgemeinen Rat ausgeübt. Er ernannte aufgrund der Krise des Appellate Body David Walker zum Beauftragten für das Finden einer Lösung, nachdem ein bereits von ihm angestoßener informeller Prozess gezeigt hat, dass die Lösung des Problems eine Priorität für die Mitglieder darstellt. Seine Nachfolgerin war Sunanta Kangvalkulkij.
Nach dieser Zeit wurde er zum japanischen Botschafter in Frankreich ernannt.